# Mourad Okbi
Mourad Okbi (Kairouan, 1º settembre 1965) è un allenatore di calcio ed ex calciatore tunisino, di ruolo difensore.

## Carriera

### Club
Ha giocato nel campionato tunisino e saudita.

### Nazionale
Con la maglia della Nazionale ha esordito nel 1987 collezionando 50 presenze in otto anni oltre ad una partecipazione alla Coppa d'Africa.

## Palmarès
- Supercoppa di Tunisia: 2

US Monastir: 2020
Olympique de Béja: 2023